# Little Falls-South Windham
Little Falls-South Windham war ein Census-designated place (CDP) im Cumberland County in Maine in den USA. Im Zuge des Zensus von 2000 wurden insgesamt 1.792 Menschen gezählt. Er ist Teil der Metropolregion Portland–South Portland. 
Im Zuge der Volkszählung 2010 wurde der Ort in die CDPs Little Falls and South Windham aufgeteilt, die beide am  Presumpscot River liegen.